# Langue des signes des îles de la Baie du Honduras
 (mai 2020).
 (mai 2020).
La langue des îles de la Baie du Honduras, également connue sous le nom de langue des signes du port français, est une langue des signes des villages autochtones du Honduras. Elle est née dans le village de French Harbour sur l'île de Roatán et s'est étendue à l'île voisine de Guanaja. 
Il y a une incidence élevée du syndrome d'Usher à French Harbour, qui provoque la surdité, puis la cécité plus tard au cours de la vie. Pour cette raison, le BISL a développé des modes visuels et tactiles.